# 長命寺 (墨田区)
長命寺（ちょうめいじ）は、東京都墨田区にある天台宗の寺院。山号は宝寿山。院号は遍照院。本尊は阿弥陀如来。隅田川七福神のうち弁財天を安置している。「長命寺桜もち」で知られる。

## 由緒
この寺の創建年代等については不詳であるが、平安時代円仁の開山により創建されたとも、慶長年間（1596年 – 1615年）に創建されたともいう。もとは宝樹山常泉寺と号していたが、江戸幕府3代将軍徳川家光の命により現名に改められたという。それは、家光の放鷹の途中で、軽い病気（微恙）になってここで休憩したので、僧孝海が加持のうえ境内の般若水で薬をすすめると、効験あって治癒した。家光は喜んでその井戸水を長命水と名付けて家康の画像を付して毎年供養料を給したという。

## 文化財
- 区指定有形文化財
  - 松尾芭蕉「いざさらば」の句碑
  - 勝川春英翁略伝の碑
- 区指定有形民俗文化財
  - 庚申塔（1659年建立）
- 区指定史跡
  - 橘守部・橘冬照墓
- 区指定無形民俗文化財
  - 隅田川七福神めぐり

## 月香楼
1888年（明治21年）の夏、境内にあった桜もち屋月香楼の二階に、正岡子規が仮寓していたことがある。子規は三か月あまり滞在して、『七草集』を書いたが、その「蕣（あさがお）の巻」に含まれる子規唯一の能作品に登場するシテの女のモデルが、月香楼の一人娘山本陸（やまもとろく）である。陸は当時15,6歳で、子規の思慕の対象として噂の種となった。

## 墓所
- 橘守部（国学者）
- 橘冬照（国学者、守部の子）

## 所在地
- 東京都墨田区向島五丁目4番4号

## 門前

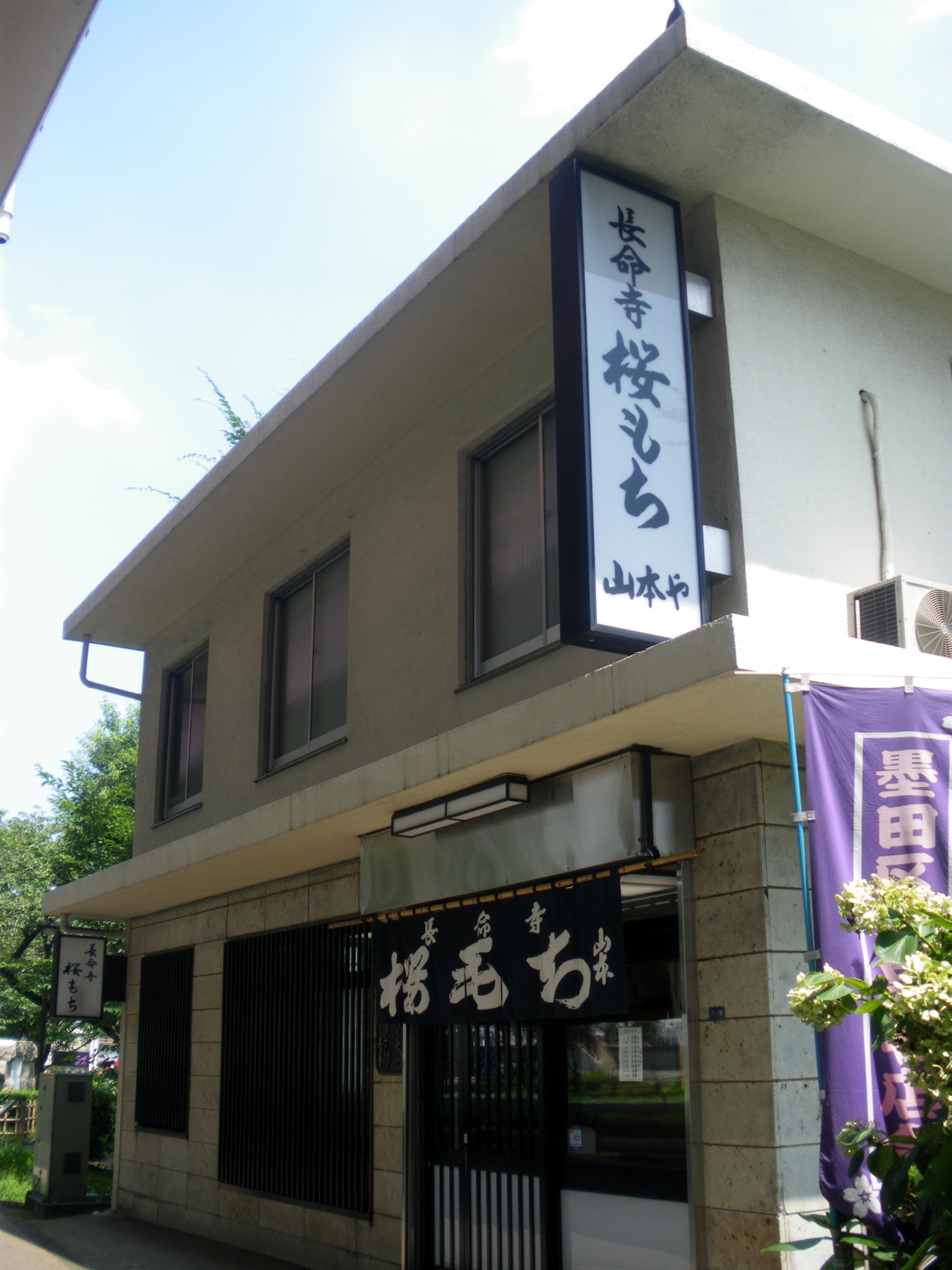
長命寺の傍にある「山本や」

長命寺のある向島は、徳川吉宗ゆかりの桜の名所「墨堤の桜」を抱え、花見や隅田川花火大会でにぎわう。関東風の桜もち発祥の地とされる「長命寺桜もち」や、言問橋の名称の由来となったとの説もある「言問団子」が並ぶ。